# محمد أباد (علي جمال)
محمد أباد (بالفارسية: محمدآباد) هي مستوطنة تقع في إيران في قسم علي جمال الريفي.